# رياض المعلوف

رياض المعلوف

رياض المعلوف هو رياض بن عيسى إسكندر المعلوف (4 يونيو 1912 - 21 أبريل 2002)، شاعر لبناني رقيق من شعراء المهجر في البرازيل. انضم لجمعية العصبة الأندلسية التي تختص بالأدب العربي العربي في البرازيل. كتب الشعر بالعربية والفرنسية وتميز شعره بفلسفة الحزن.

## النشأة والمسيرة
ولد في زحلة في 1912. أتقن الفرنسية «وهو زهرة منتقاة من الطبعة النبيلة في أمته، إذ يمتُّ بنسبه إلى أسرة عريقة في القدم، أنجبت الشعراء والمؤرخين والكتبة». فوالده عيسى اسكندر المعلوف هو العالم المؤرخ والعضو في ثلاثة مجامع علمية، منها المجتمع العلمي العربي بدمشق. والدته عفيفة كريمة إبراهيم باشا المعلوف. وأخواه "شفيق" صاحب «ملحمة عبقر» و"فوزي" صاحب "بساط الريح"، وهما شاعران.
أخواله الثلاثة: "قيصر" و"ميشيل" و"شاهين"، فهم شعراء مجيدون، ساهموا في الحركة الأدبية والصحافية العربية الحديثة. كان قيصر المعلوف المولود عام 1874 رائد الصحافة العربية في أميركا الجنوبية، حين أصدر في سان باولو عام 1898 جريدة عربية باسم «البرازيل». وكان ميشيل المعلوف مؤسس العصبة الأندلسية في سان باولو عام 1932، وهي رابطة أدبية ضمت عدداً من كبار الشعراء والأدباء المهجريين، وأصدرت في العام التالي لتأسيسها مجلة ناطقة باسمها هي مجلة «العصبة».
في وسط هذه البيئة الثقافية الراقية تجلّى نبوغ فوزي المعلوف، وظهرت عليه علائم العبقرية في سنٍّ مبكرة، فقد بدأ القراءة في الثالثة، وأحسنها في الخامسة، وراسل أباه من زحلة إلى دمشق في الثامنة. درس في الكلية الشرقية بزحلة، ثم انتقل في الرابعة عشرة من عمره إلى بيروت ليتابع دراسته في مدرسة الفرير. واشتغل بالتجارة متنقلاً بين لبنان ودمشق. وفي الوقت نفسه كان يكتب في الصحف اللبنانية والسورية والمصرية. في يوم السبت 17 سبتمبر 1921، أبحرت به سفينة الغربة من بيروت، قاصداً أخواله في البرازيل، وحط به الرحال في سان باولو (صنبول)، يمارس فيها وفي ريودي جانيرو أعمالاً صناعية وتجارية.
في المهجر «رأى حوله نخبة من أدبائنا الشباب، وكلُّهم يحنّون إلى الوطن العربي الأم، ويتألمون لما كان يعانيه من جور المستعمرين وطغيان الحاكمين، فتأججت مشاعرهم، وثارت فيهم الحمية العربية، وفاضت قرائحهم الخصبة بنفثات أدبيّة حيّة، وبشعر قومي فيه الجزالة وفيه الحنين وفيه النقمة والثورة على الغاصبين»(9). فغلبت عليه نزعته الأديبة، وانغمس في الأجواء الثقافية السائدة، وظهرت آثاره الشعرية في كبريات الصحف العربية في الوطن والمهجر. كما نشر معظم أعماله مترجماً في الصحف الأجنبية. ودعي لإلقاء شعره في المحافل الأدبية. وهو عضو العصبة الأندلسية بالمهجر.
صدرت له دواوين بالفرنسية. منها «ملحمة ليليت» وبالعربية صدر له «الأوتار المقطعة» (1933)، و«خيالات» (1945)، و«زورق الغياب» (1955)، و«أشواك وبراعم»(1982). وتوفي في 21 أبريل 2002.

## أعماله
- ملحمة ليليت (بالفرنسية)
- الأوتار المقطعة (1933)
- خيالات (1945)
- زورق الغياب (1955)
- شعراء المعالفة، المطبعة الكاثوليكية، بيروت، (1962)
- أشواك وبراعم (1982)

## وصلات خارجية
- رياض المعلوف على موقع أرشيف الشارخ.
- معلوف في أرشيف المجلات الأدبية والثقافية العربية